# Assedio di Villa di Chiesa
L'assedio di Villa di Chiesa (oggi Iglesias) fu portato avanti dall'esercito catalano-aragonese, al comando del ventiquattrenne Alfonso IV di Aragona, e dai loro alleati arborensi tra l'estate del 1323 e l'inverno del 1324. Rappresenta il primo atto della conquista aragonese dei territori sardi in mano alla Repubblica di Pisa per la creazione del Regno di Sardegna.

## Premesse e svolgimento
Gli aragonesi iniziarono a documentarsi su Villa di Chiesa già nel 1308 quando un dossier fu compilato e consegnato al re Giacomo II d'Aragona. Nel carteggio veniva svelato che la città sardo-pisana era protetta da alte mura a forma poligonale e da venti torri merlate.
Nella primavera del 1323 Giacomo II e Ugone II di Arborea strinsero un'alleanza in chiave anti-pisana. Ugone divenne vassallo del re di Aragona e di Sardegna in cambio del mantenimento dei diritti dinastici sulle terre del giudicato di Arborea.

### Partenza
La flotta aragonese, composta da 300 navi che trasportavano 1000 cavalieri, 10 000 fanti e diverse macchine d'assedio, partì, al comando dell'ammiraglio Francesco Carroz, da Portfangós, Catalogna, il 31 maggio del 1323. Durante il tragitto verso la Sardegna compì una sosta intermedia nelle Baleari, a Mahón.

### Lo sbarco del 1323
L'esercito aragonese sbarcò presso la spiaggia di Palma di Sulci (Sulcis, agro di San Giovanni Suergiu) il 13 giugno 1323 dove fu ricevuto dagli arborensi che nel frattempo avevano già iniziato le ostilità contro i pisani. Da qui l'esercito iberico, guidato dall'infante Alfonso (accompagnato dalla sposa, l'infanta Teresa di Entenza), si diresse verso nord ove era situata la città mineraria di Villa di Chiesa, sorta per iniziativa del conte Ugolino della Gherardesca alcuni decenni prima e al momento sotto il controllo del comune di Pisa.
Intanto, la cattura, da parte dell'arborense Pietro de Serra, di un corriere nemico, tale Guiccio da Fabriano, permise alla coalizione sardo-aragonese di acquisire ulteriori informazioni sulla città che si apprestavano ad assediare tra cui il nome dei due capitani di guerra: Vico Ronselmini e Iacopo da Settimo, coadiuvati da cinque conestabili: Vero di Citona, Ciocolo d'Arimino, Mafolo di Città Castello, Pietro Rustici di San Miniato e Corrado Teutonico.

### L'assedio
L'assedio fu lanciato fra giugno e luglio del 1323. Le forze numeriche in campo erano in netto favore agli aragonesi-arborensi, il cui accampamento principale era situato presso la chiesa di Nostra Signora di Valverde, che potevano contare su circa 20 000 uomini mentre Villa di Chiesa, stando a quanto riferito da Guiccio, disponeva per la sua difesa di 250 cavalli, 1000 soldati, tra cui 128 balestrieri, e 600 "terrazzani", oltreché di possenti mura difensive.
Il caldo-umido e le epidemie di malaria, favorite anche dalle scarse condizioni igieniche, decimarono ben presto entrambi gli schieramenti, tanto che le vittime furono circa 12 000.
Per mesi i balestrieri di Villa di Chiesa inflissero pesanti perdite all'esercito assediante che non riuscì a penetrare entro le mura. Gli aragonesi subirono inoltre numerose defezioni; in tanti infatti, vista la non prevista lunga durata della guerra, tornarono in terra iberica ben prima della fine delle operazioni militari.
L'alleanza aragonese-arborense per espugnare la città decise di tagliarle ogni forma di approvvigionamento, così da costringere i difensori alla resa per logoramento.

### Epilogo
Il 13 gennaio fu stipulato un accordo fra gli assedianti e gli assediati. Questo accordo prevedeva che se entro un mese non fossero giunti alla città aiuti da Pisa la città si sarebbe arresa. Agli assediati veniva data la possibilità, qualora avessero voluto, di andarsene con tutti i loro averi o di restare, come vassalli d'Aragona, conservando anche in questo caso, i loro averi e possedimenti.
Tuttavia la città non riuscì a resistere un intero mese e si arrese per fame e malattia alle truppe catalano-aragonesi il 7 febbraio 1324 dopo otto mesi di assedio. All'ingresso delle truppe iberiche in città ogni cosa commestibile era stata consumata, stando ai resoconti, gli assediati si nutrirono persino di topi, gatti, cani e uccelli selvatici prima di capitolare.
Gli aragonesi proseguirono la loro marcia verso Castel di Castro (Cagliari), sconfiggendo nuovamente i pisani nella battaglia di Lucocisterna il 29 febbraio dello stesso anno.